# Grande Loja Nacional
A Mui Venerável Grande Loja Nacional de  Maçons Livres e Aceitos do York Antigo Prince Hall Origin National Compact USA (também conhecido como Prince Hall Origin, bem como Maçons Compactos ) é um corpo da Maçonaria nos Estados Unidos da América composto predominantemente por maçons afro-americanos. O órgão coordena o governo de Grandes Lojas a ele afiliados nos Estados Unidos da América.
A Grande Loja Nacional foi estabelecida em 24 de junho de 1847 em Boston, Massachusetts, pelas Grandes Lojas de linhagem direta da a Loja Africana nº 459 . Essas Grandes Lojas foram a Grande Loja Africana de Massachusetts, a Primeira Grande Loja Africana Independente da Pensilvânia e a Grande Loja Hiram da Pensilvânia. Os delegados da Loja Boyer de Nova York (que era subordinada a Grande Loja Africana) também fizeram parte da convenção de 24 de junho de 1847. Os estudiosos afirmam que a Loja Boyer e outras Lojas em Nova York não formaram uma Grande Loja subordinada à Grande Loja Nacional. Isso contrasta com o relatório de Joshua Woodlin e é corroborado por relatos de jornais sobre as atividades da Grande Loja Unida de Nova York em 1848. Também é importante observar que, de acordo com ambas as fontes primárias de Woodlin e Lux et Veritas, Alexander Elston, que é referenciado por Nova York não ingressar na Gradne Loja Nacional, era um oficial da Grande Loja Nacional (Grande Guarda Espada Nacional) O objetivo principal da reunião foi para resolver as tensões entre as duas Grandes Lojas da Pensilvânia e unificar os corpos dos maçons afro-americanos visto serem excluídos da maçonaria predominantemente branca nos Estados Unidos. A Grande Loja Nacional aprovou sua Declaração de Princípios, sendo:

### Primeiro
"Questionou-se a causa da existência de organizações separadas entre maçons brancos e negros nos Estados Unidos da América. Não foi encontrada nenhuma boa razão pra tal, e fizemos várias tentativas sem sucesso para ter apenas uma. Estamos, e sempre estivemos, em concordância com todos os antigos landmarks e regulamentos do ofício, e reconhecemos todos os maçons genuínos de todas as nações e compleições como nossos irmãos."

### Segundo
"Portanto, em cumprimento à convocação acima, nos reunimos na cidade de Boston, estado de Massachusetts, no ano e data acima mencionados, e formamos uma convenção solene e expressamos perante o mundo nossos princípios a respeito."

### Terceiro
"Em todos os estágios de opressão, pedimos reparação, mas não encontramos nenhuma; portanto, em solene convenção reunida, nós, em nome do Grande Corpo Maçônico de Maçons do York Antigo, Livres e Aceitos, nos declaramos um corpo livre e independente de Maçons, a ser conhecido como  Grande Loja Nacional de Cor dos Estados Unidos da América, como Jurisdição Maçônica, com plenos poderes para conceder Cartas de Dispensa e  Constitutivas  a todas as Grandes Lojas Estaduais sob nossa Jurisdição, e que as referidas Grandes Lojas Estaduais terão total poder para conceder Cartas de Dispensa e Constitutivas às Lojas subordinadas sob as várias jurisdições, e para estabelecer tantas Lojas quanto julgarem mais conveniente."

### Quarto
"Não que tenhamos faltado atenção aos nossos irmãos brancos. De tempos em tempos, solicitamos que estendessem sua jurisdição sobre nós, mas sem efeito. Nós, portanto, os delegados das várias Lojas nos Estados Unidos, em convenção reunida, apelando ao Supremo Juiz do mundo pela retidão de nossas intenções, em nome e pela autoridade de nossos constituintes, declaramos e publicamos o disse que a Grande Loja Nacional de Cor dos Estados Unidos é um corpo livre e independente, com plenos poderes, conforme nomeado no terceiro artigo desta declaração, e para o apoio da declaração, com uma firme confiança na proteção da Divina Providência, nós nos comprometemos mutuamente nos laços solenes de fraternidade."
John T. Hilton foi eleito o primeiro Grão-Mestre Nacional e as Grandes Lojas que faziam parte da Convenção foram designadas para serem reestruturadas pelo Grão-Mestre Nacional Hilton. A Grande Loja Africana foi reestruturada e renomeada como  Venerável Grande Loja Príncipe Hall de Massachusetts em virtude de mandado da Grande Loja Nacional.
A Primeira Grande Loja Africana Independente da Pensilvânia e a Grande Loja Hiram da Pensilvânia fundiram-se e formaram a Venerável Grande Loja da Pensilvânia. Todos os subordinados dessas Grandes Lojas em outros estados se uniram e subsequentemente formaram Grandes Lojas, tudo sob a autorização e autoridade da Grande Loja Nacional. A Grande Loja Nacional entre 1847 e 1878 garantiu a maioria das Grandes Lojas de maçons afro-americanos.

## Linhagem e Grandes Lojas Filhas
Todas as Grandes Lojas Filiadas a Prince Hall traçam sua linhagem para a African Lodge No. 459 de Massachusetts através da Grande Loja Nacional. O autor maçônico Alton Roundtree disse o seguinte: "A Grande Loja Nacional foi formada por três Grandes Lojas que tinham linhagem com a Loja Africana nº 459. Assim, tinha linhagem com a Loja Africana quando foi formada." Esses fatos apoiados pela literatura sobre o assunto são motivo de discórdia entre os círculos de debate.
Todas as Grandes Lojas com linhagem da African Lodge No. 459 foram estabelecidas de uma das seguintes maneiras:<br> a. Por mandado da Grande Loja Nacional.<br> b. Por três Lojas que foram estabelecidas como subordinadas da Grande Loja Nacional.<br> c. Por fusão (como iguais) das Grandes Lojas Independentes e Nacionais, Grandes Lojas subordinadas.<br> d. Grandes Lojas PHA independentes com linhagem para a., b., ou c.
Esta linhagem foi, mais recentemente, reconhecida pela Conferência de Grandes Mestres de Prince Hall, que declarou em 2012:
Comitê de Falsa Maçonaria, MWGM Robert E. Joseph (IA) Presidiu este Comitê. "Em essência, o Comitê declarou que existem apenas dois corpos maçônicos legais nos Estados Unidos da América:
-Todas as Grandes Lojas rastreando sua linhagem para a Loja Africana No. 459 organizada por Prince Hall a partir de março de 1775 (maçons afro-americanos)
Assim dito, se pretendemos ter algum tipo de relacionamento, recomendamos que nos concentremos nas Grandes Lojas de Origem de Prince Hall, que podem traçar sua linhagem até a Loja Africana nº 459 e desenvolver uma abordagem para convencê-los de que a Maçonaria de Prince Hall é o caminho. ir. O primeiro passo é parar de xingar. Em segundo lugar, abra um diálogo com os órgãos do PHO. O relatório do Comitê foi aprovado."
-A seguir estão várias Grandes Lojas Filiadas a Prince Hall que foram estabelecidas por mandado da Grande Loja Nacional:
O MW Prince Hall Grande Loja de Massachusetts
A Venerável Grande Loja Prince Hall de Massachusetts foi estabelecida pela Grande Loja Nacional em abril de 1848 sob John T. Hilton, que serviu como o Primeiro Grão-Mestre Nacional.
O MW Prince Hall Grande Loja de Ohio
A Venerável Grande Loja Prince Hall de Ohio foi estabelecida pelas Lojas sob a Grande Loja Nacional em 1849 e foi garantida pela Grande Loja Nacional em 24 de junho de 1850.
O MW Prince Hall Grande Loja de Ontário
A Venerável Grande Loja de Ontário foi estabelecida como MW Widow's Son Grande Loja da Província de Ontário, Canadá, em 25 de agosto de 1856, sob autorização da Grande Loja Nacional
O MW Prince Hall Grande Loja de Indiana
A Venerável Grande Loja Prince Hall de Indiana foi estabelecida em 13 de setembro de 1856 por mandado da Grande Loja Nacional
O MW Prince Hall Grande Loja de Illinois
A Venerável Grande Loja Prince Hall de Illinois foi estabelecida em 6 de maio de 1867 por Mandado da Grande Loja Nacional,
O MW Prince Hall Grande Loja de Kentucky
A Venerável Grande Loja Prince Hall de Kentucky foi estabelecida por mandado da Grande Loja Nacional em 31 de janeiro de 1867
O MW Prince Hall Grande Loja da Carolina do Norte
Em 1866, sob a autoridade da Grande Loja de Nova York, o Past Grão-Mestre Paul Drayton organizou o King Solomon Lodge nº 23 (agora nº 1) em New Bern, Carolina do Norte, e o Giblem Lodge nº 28 (agora nº 2) em Wilmington, Carolina do Norte. Por autoridade da mesma Grande Loja, o Past Grão-Mestre James W. Hood, que havia sido nomeado supervisor, organizou em 1867, Eureka Lodge #30 (agora #3), em Fayetteville, Carolina do Norte, e Widow's Son Lodge #31, (agora # 4,) em Raleigh, Carolina do Norte. As quatro lojas mencionadas pela última vez, em 1º de março de 1870, reuniram-se na sala Giblem Lodge na cidade de Wilmington e organizaram a atual Venerável Grande Loja do estado da Carolina do Norte com M:. C:. J:. C:. Hood, Grão-Mestre e R:. C:. J:. J:. Sawyer como Grande Secretário.
O MW Stringer Grande Loja PHA do Mississippi

## Cismas
Em 1849, sete Lojas sob a Venerável Grande Loja da Pensilvânia (Union Lodge No. 4, Sheba Lodge No. 7, Fidelity Lodge No. 8, Harmony Lodge No. 10, Prudence Lodge No. 11, Christian Lodge No. 12, Paxton Lodge No. 16) reuniu-se no Lodge Hall na Seventh Street na Filadélfia e votou para cortar todos os laços com a Grande Loja Nacional. Essas Lojas, juntamente com o Grão-Mestre da Venerável Grande Loja da Pensilvânia, Jacob Jenkins, um mês depois, foram "expulsos" pela Grande Loja Nacional.  No mesmo ano, a Grande Loja Unida de Nova York foi expulsa pela Grande Loja Nacional por não reconhecer a autoridade da Grande Loja Nacional.

## Declarações de Independência
Em 1869, a Grande Loja de Ohio, sob a jurisdição da Grande Loja Nacional, retirou-se de sua autoridade e denominou-se uma Grande Loja independente. A Grande Loja de Washington DC fez o mesmo. Estas duas Grandes Lojas foram, em consequência, expulsas pela Grande Loja Nacional. A Venerável Grande Loja de Ohio tinha simpatia e apoio de longo alcance devido às muitas Lojas estabelecidas por Ohio em outros estados. Através da influência da correspondência estrangeira de homens como William T. Boyd e outros, muitas outras Grandes Lojas sob a jurisdição da Grande Loja Nacional se retiraram ou se envolveram em fusões como Grandes Lojas independentes. Essas Grandes Lojas agora são denominadas como Filiais do Prince Hall (PHA).

## Manifesto de Matthews
Capitão William D. Matthews, o oitavo Grão-Mestre Nacional da Grande Loja Nacional, farto das ações daquelas Grandes Lojas que deixaram a Grande Loja Nacional, deu ordens para todas as Grandes Lojas que se retiraram para retornar ao à Grande Loja Nacional ou serem expulsas e ter novos Grão-Mestres comissionados nesses Estados particulares e reorganizados e os subordinados a Grande Loja Nacional.  Isso foi popularmente chamado de "Manifesto Matthews" e foi  ignorado pelas Grandes Lojas que se retiraram. As Grandes Lojas que permaneceram com a Grande Loja Nacional, juntamente com os estados reorganizados por Matthews seguindo o manifesto, formaram o que agora é denominado Prince Hall Origin – National Compact (PHO).
A Grande Loja Nacional se reúne trienalmente e é o corpo legislativo, executivo e judicial de todos os subordinados de sua jurisdição. A Grande Loja Nacional teve 21 Ex-Grandes Mestres Nacionais.

## Ex-Grandes Mestres Nacionais
| PNGM                   | Posse     | Grande Jurisdição                                    |
| ---------------------- | --------- | ---------------------------------------------------- |
| John T. Hilton         | 1847-1850 | Prince Hall Grande Loja de Massachusetts             |
| Enos H. Salão          | 1850-1856 | Prince Hall Grande Loja de Massachusetts             |
| William A. Darnes      | 1856-1859 | Grande Loja de Ohio (agora MWPHGL de Ohio)           |
| William H. Riley       | 1859-1862 | Grande Loja da Pensilvânia F&AAYM                    |
| Paul Drayton           | 1862-1865 | Grande Loja da União de Nova York F&AAYM             |
| Richard Howell Gleaves | 1865-1877 | Grande Loja de Ohio (agora MWPHGL de Ohio)           |
| George W. LeVere       | 1877-1886 | Prince Hall Grande Loja do Tennessee F&AAYM          |
| William D. Matthews    | 1886-1906 | Grande Loja do Rei Salomão do Kansas                 |
| AB Allen               | 1906-1909 | Smooth Ashlar Grand Lodge F&AAYM da Geórgia          |
| John Wesley Alstork    | 1909-1920 | Grande Loja do Ramo de Oliveiras do Alabama F&AAYM   |
| AR Robinson            | 1920-1922 | Grande Loja da Pensilvânia F&AAYM                    |
| Praça S. Simmons       | 1922-1941 | Smooth Ashlar Grand Lodge F&AAYM da Geórgia          |
| TH Pinkney             | 1941-1942 | Grande Loja Palmetto da Carolina do Sul              |
| Walter L. Turner       | 1942-1952 | Grande Loja do Ramo de Oliveira do Alabama           |
| Milford S. Vaughn      | 1952-1963 | Grande Loja St. Andrews de Missouri F&AAYM           |
| Mateus Brock           | 1963-1975 | Grande Loja Eureka de Ohio F&AAYM                    |
| James R. Hairston      | 1975-1976 | Royal Craft Grande Loja da Virgínia Ocidental F&AAYM |
| Jefferson D. Tufts     | 1976-1990 | Grande Loja Eureka de Ohio F&AAYM                    |
| Oscar Mack             | 1990-1996 | Grande Loja Palmetto da Carolina do Sul              |
| Norman A. Woodard      | 1996-2002 | Smooth Ashlar Grand Lodge F&AAYM da Geórgia          |
| Felton N. Ferguson     | 2002-2008 | Grande Loja de Harmonia Africana de Delaware F&AAYM  |
| Clyde L. Shepard       | 2008-2014 | Grande Loja Palmetto da Carolina do Sul              |
| Lee E. Singleton       | 2014-2020 | Grande Loja F&AAYM de Nova York                      |

1. 1 2  Woodlin, Rev. Joshua (1855). 1855 The Masonic National Union: A History of the Origin of Ancient Freemasonry Among the Colored Citizens of the United States of America (PDF). Burlington, New Jersey: [s.n.]
2. 1 2  Belcher, Christopher (2019). The United Grand Lodge of New York and The National Grand Lodge (PDF). Riverdale, Georgia: [s.n.]
3. ↑  Proceedings of the M. W. National Grand Lodge, 1856, Philadelphia, Pennsylvania
4. 1 2  Coleman, Raymond T. Prince Hall Education Class 2007 Arquivado em 2016-03-03 no Wayback Machine, Boston, MA
5. ↑  Proceedings of the Grand Lodge of Virginia (predominately white). [S.l.: s.n.] 1877. pp. 309–313
6. 1 2 3 4 5  Roundtree, A (2010). The National Grand Lodge & Prince Hall Freemasonry: The Untold Truth. Washington, D.C.: KLR Publishing
7. ↑  Proceedings Prince Hall Conference of Grand Masters, 2012
8. ↑  Proceedings Grand Lodge of Ohio (negro) 1883, page 122-133
9. ↑  Proceedings of the Grand Lodge of South Carolina (negro) 1887, pages 18-19
10. ↑  Proceedings Grand Lodge of Illinois (colored) 1867
11. ↑  Proceedings Grand Lodge of Kentucky F&AAYM, 1875, page 3
12. ↑  Hiram Grand Lodge of Delaware, Lux et Veritas: The Origin of Ancient Freemasonry Among Colored Men in the state of Delaware, 1856, Wilmington, DE.
13. 1 2  Brock, M. (1980). History of the National Grand Lodge: a study of the origin, organization, battles, controversies and the evolution of the Most Worshipful National Grand Lodge of Free and Accepted Ancient York Masons. Columbus, Ohio: Matthew Brock
14. ↑  «National Grand Lodge website»